# Kirchen- und Schulhaus Tieckow
Das ehemalige Kirchen- und Schulhaus ist ein Baudenkmal im Gemeindeteil Tieckow in der Stadt Havelsee, in der Geschwister-Scholl-Straße 1. Es wurde um 1890 errichtet.

## Bauwerk

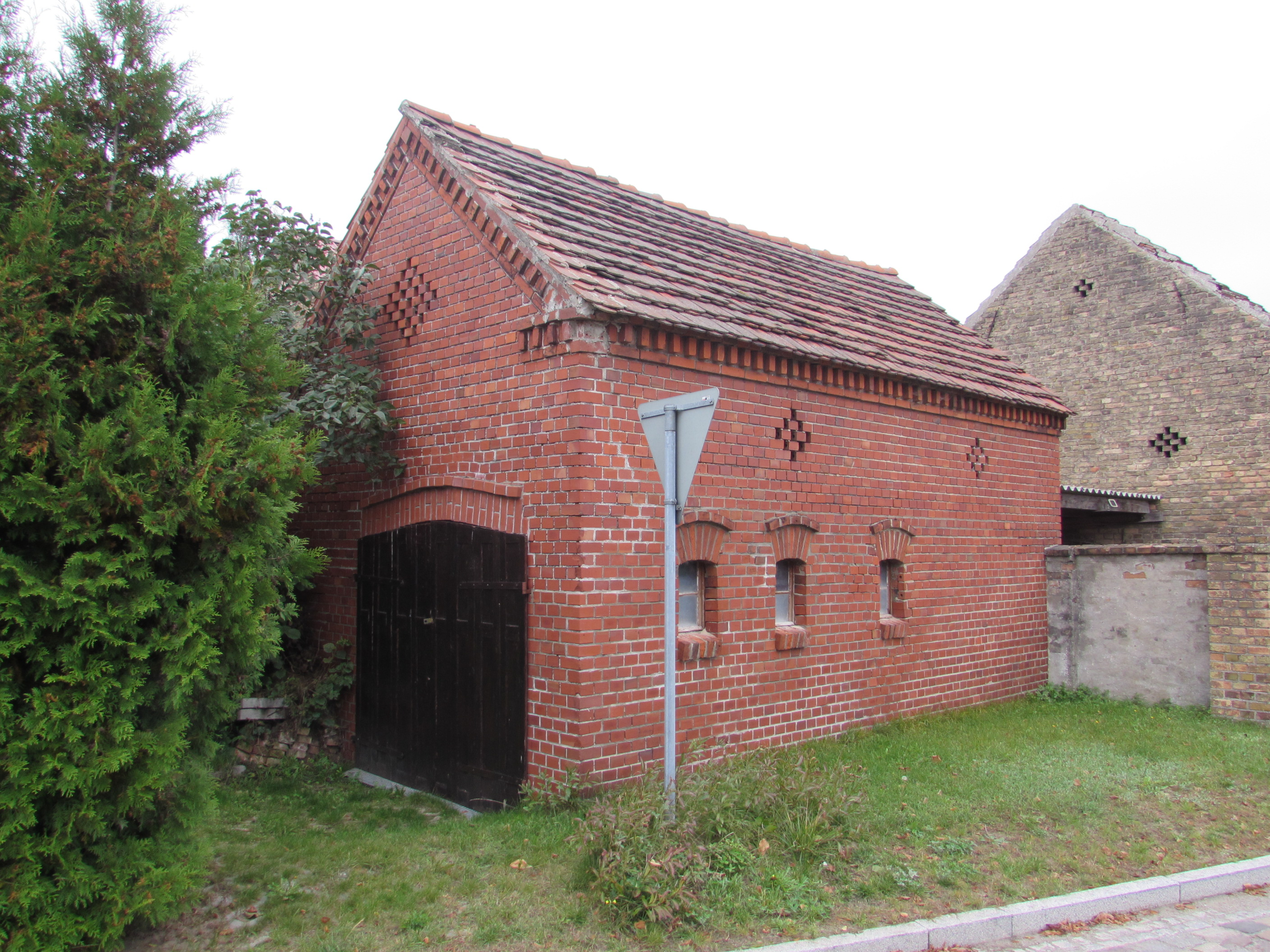
Zum Ensemble gehörendes Stallgebäude

Das ehemalige Kirchen- und Schulhaus ist ein eingeschossiges Bauwerk aus roten Ziegelsteinen gemauert und unverputzt. Auffälligstes Bauteil in der Front ist eine Zwerchhaus mit einem Schmuckgiebel mit drei Giebelzinnen. Auf der obersten Zinne thront ein Metallkreuz. Die Fenster im Erdgeschoss und der Eingang weisen Segmentbögen auf. Vor dem vorderen Eingang befindet sich eine vierstufige Freitreppe mit gemauertem Geländer. Das Zwerchhaus ist in der Front durch ein Gesims mit Konsolen getrennt. Dieses Gesims setzt sich direkt als Traufgesims mit Konsolen fort. In der Dachgaube befinden sich zwei kleine Rundbogenfenster und über diesen eine Uhr mit einem metallenen Zifferblatt. Dieses Uhr wurde in eine profilierte Rundöffnung eingearbeitet. Über der Uhr gibt es noch ein weiteres kleines Fenster, ein Ochsenauge.
Die Giebelgaube weist als weitere Details dieselben Konsolen auf, die bereits unter dem Gesims und der Traufe der Front beschrieben wurde. Diese Konsolen finden sich in diesem Fall ebenfalls unterhalb der Traufe der Dachgaube und setzten sich kontinuierlich in einem Giebelgesims fort. Weiterhin findet man an über die Ecken jeweils Lisenen, die sich nach oben in Giebeltreppen fortsetzen. Die Giebeltreppen und der Giebelreiter zeigen ebenfalls schon beschriebene Konsolen. Auf der giebelwertigen Seite des Hauses befinden sich ebenfalls schmucklose Segmentbogenfenster. Nach Süden im Dachgeschoss eins, nach Norden drei im Erd- und drei im Dachgeschoss. Die Giebel auch dort besitzen das beschriebene Giebelgesims der Giebelgaube. Das Traufgesims der Front und der Rückseite des Hauses läuft jeweils nach kurzer Strecke aus. Auf der Hausrückseite gibt es einen zweiten Zugang zum Haus über eine kleine Freitreppe und drei Segmentbogenfenster im Erdgeschoss.
Ebenfalls zum Ensemble gehört ein aus denselben roten Klinikern gemauertes kleines Stallgebäude südöstlich des Kirchen- und Schulhauses. Es weist das gleiche Gesims auf wie das Haupthaus. Ein großes hölzernes, zweiflügliges und segmentbogiges Scheunentor weist nach Westen zur Geschwister-Scholl-Straße. Die Fensteröffnungen sind klein und ebenfalls segmentbogig. Daneben gibt es noch mehrere gemauerte Lüftungsöffnungen im Mauerwerk in Form auf der Spitze stehender Rhomben.